# Sola gratia
Sola gratia é um dos cinco solas que sintetizam a teologia protestante segundo pensadores da Neo-ortodoxia. Esta expressão latina significa: "Graça somente", a ênfase se dava em razão da doutrina católica vigente de que as boas obras ajudariam na salvação do homem.

## Conceito
Historicamente, os teólogos protestantes dizem que a salvação vem principalmente pela graça de Deus; a graça está ligada com a misericórdia. Graça acontece quando Deus se abstém de castigar uma pessoa culpada e decide ama-lá e dar a ela coisas que, devido ao nosso pecado, não merecíamos. A misericórdia é a compaixão de Deus por nosso sofrimento.
Durante a Reforma Protestante, os líderes protestantes e os teólogos geralmente concordavam que a doutrina da salvação da Igreja Católica Romana seria uma mistura de confiança na graça de Deus e confiança no mérito de suas próprias obras, comportamento este chamado de sinergismo. A posição protestante é a de que a salvação é inteiramente condicionada a ação da graça de Deus, ou seja, só a graça através da regeneração unicamente promovida pelo Espírito Santo, em conjunto com a obra redentora de Jesus Cristo.
Consequentemente, o protestantismo passou a considerar o homem que é naturalmente pecador - daí as ideias de depravação do gênero humano. Assim, a salvalção seria por única e exclusivamente pela vontade e ação de Deus sobre aquele que ele quer salvar, pois o homem, sem essa ação de Deus, jamais O buscaria por si mesmo: "Não há ninguém que entenda; Não há ninguém que busque a Deus." (Romanos 3: 11) Este conceito os antinomianistas levam ao extremo quando se opõem a seguir qualquer lei.
Sola gratia é diferente de Sola fide porque fé é considerado isoladamente, que só pode ser concedida gratuitamente por Deus a quem Lhe apraz como mecanismo de salvação e consequência da graça.
A teologia protestante e católica chegou a um consenso 1999 sobre o assunto na Declaração Conjunta sobre a Doutrina da Justificação. Segundo essa declaração, católicos, luteranos, metodistas, reformados e anglicanos consideram que:
| “ | Confessamos juntos: somente por graça, na fé na obra salvífica de Cristo, e não por causa de nosso mérito, somos aceitos por Deus e recebemos o Espírito Santo, que nos renova os corações e nos capacita e chama para as boas obras | ” |